# 天野三郎 (衆議院議員)

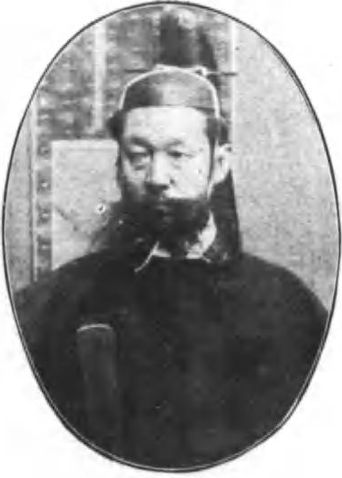
天野三郎

天野 三郎（あまの さぶろう、1835年3月13日（天保6年2月15日）- 1930年（昭和5年）11月6日）は、幕末の加賀藩士、明治期の官僚、政治家。衆議院議員。旧姓・辻、字・参好山。

## 経歴
加賀国河北郡金沢（現石川県金沢市）で、加賀藩士の辻家に生まれる。藩校で学ぶ。藩学、小松修道館の文学助教となり、武芸の研鑽にも取り組んだ。明治3年2月（1870年3月）藩命により東京で仏式兵学を学び、明治4年（1971年）東京警備中の藩兵の指導を行う。その後、大阪兵学寮で学んだが病のため退学し、大阪府で洋学を修業した。
1873年、埼玉県に来県し、1874年、足立郡辻村（のち北足立郡六辻村、現さいたま市南区辻）の天野彦吉の養子となる。その後、戸長、副区長兼浦和町戸長、埼玉県属、同北足立兼新座郡長、北埼玉郡長、山梨県警部長、静岡県警部長、千葉県警部長、宮崎県警部長などを歴任。
1890年7月、第1回衆議院議員総選挙に埼玉県第一区から立憲自由党所属で出馬して当選。その後、自由倶楽部に所属して、衆議院議員を一期務めた。